# Phospholipide

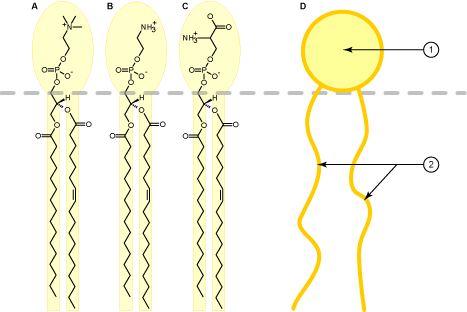
Schematische Darstellung von Phospholipiden, beispielsweise als Teil einer Membran. 1. Hydrophiler Kopf. 2. Hydrophober Schwanz.

Unterschiedliche Strukturen, die Phospholipide in wässrigen Lösungen annehmen können: Liposom, Mizelle und Doppellipidschicht (Hauptbestandteil der Biomembran)

Phospholipide sind eine Gruppe von Lipiden mit Phosphatgruppe. Phospholipide gehören zu den polaren Lipiden.

## Eigenschaften
Phospholipide setzen sich aus einem hydrophilen (wasserliebenden) Kopf und zwei hydrophoben (wasserabweisenden) Kohlenwasserstoffschwänzen zusammen. Sie sind amphiphil. Sie sind am Aufbau der Lipiddoppelschicht vieler Biomembranen beteiligt und kommen damit in allen tierischen und pflanzlichen Zellen vor. Phospholipide sind natürlich vorkommende Tenside. Phospholipide sind außerdem intrazelluläre Signalmoleküle sowie Bestandteil der Gallenflüssigkeit und des Surfactant.
Die Biosynthese von Phospholipiden ist eng mit der Biosynthese der Zellmembran verbunden. Sie findet in allen Zellen statt und erfolgt im Endoplasmatischen Retikulum (ER) und Golgi-Apparat.

## Untergruppen
Phospholipide gliedern sich aufgrund ihres chemischen Aufbaus in zwei Gruppen:
- Phosphoglyceride mit Glycerin als Grundgerüst (auch Glycerophospholipide genannt)
- Sphingomyeline sind phosphorhaltige Sphingolipide, die vom Sphingosin abgeleitet sind

Es existieren zudem so genannte Plasmalogene. Diese unterscheiden sich von Phosphoglyceriden nur dadurch, dass sie am C1-Atom des Glycerins statt einer Fettsäure einen über eine Etherbrücke verknüpften, ungesättigten Alkohol (z. B. –O–CH=CH–(CH2)n–CH3) tragen. Sie machen 50 % der Phospholipide des Herzens aus. Mit 10 % sind sie die häufigsten Moleküle im Zentralnervensystem, treten aber auch in der Herz- und Skelettmuskulatur auf. Ihre Funktion ist noch nicht abschließend geklärt.

## Biomembranen
Phospholipide sind neben Glykolipiden und Cholesterin eine der drei Hauptgruppen von Membranlipiden. Die Phospholipide sind hierbei für den typischen Membranaufbau verantwortlich. Diese Eigenschaft verdanken sie ihrer Amphiphilie. In einem wässrigen Milieu wie im menschlichen Körper passiert folgendes: Die polaren Kopfgruppen der  Phospholipide wenden sich dem Wasser zu, während ihre unpolaren „Kohlenwasserstoffschwänze“ Wasser abstoßen und sich nach innen zusammenlagern. Den Antrieb für das Zusammenlagern der „Kohlenwasserstoffschwänze“ nennt man hydrophobe Wechselwirkung.

### Mizellen
Die Bildung einer globulären Struktur, das heißt einer annähernd kugelförmigen Gestalt, ist Phospholipiden in wässrigem Milieu durch Mizellen möglich. Die Außenseite wird dabei durch die polaren Köpfe und die Innenseite durch die miteinander in Wechselwirkung tretenden „Kohlenwasserstoffschwänze“ gebildet.

### Doppellipidschicht
Eine andere Möglichkeit der Membranbildung durch Phospholipide findet sich in fast allen biologischen Membranen wieder, zum Beispiel der Zellmembran (Plasmamembran). Eine geschlossene Lipiddoppelschicht begrenzt die Zelle nach außen sowie ihre Zellkompartimente im Inneren. Diese Membranen sind für das Leben unerlässlich. Die Fähigkeit für das Bilden einer Membran liegt in der Struktur der Phospholipide. Hydrophobe Wechselwirkungen zwischen den Fettsäureketten lassen diese sich zusammenlagern. Die unpolaren „Kohlenwasserstoffschwänze“ stoßen das Wasser ab und schaffen eine Barriere, die als geschlossene Struktur eine Membran zwischen einem Innen- und einem Außenraum bildet.
Die häufigsten in einer Zellmembran auftretenden Phospholipide sind:
- Phosphatidylcholin (auch Lecithin, kurz PC; spielt eine zentrale Rolle beim Aufbau der Zellmembran[3])
- Phosphatidylethanolamin (auch Kephalin, kurz PE)
- Phosphatidylserin (PS)
- Phosphatidylinositol
- Sphingomyelin

#### Liposom
Eine weitere Möglichkeit der Membranbildung durch Phospholipide ist die Bildung von Liposomen (auch Lipidvesikel), die im Gegensatz zu einer Mizelle von einer Lipiddoppelschicht umgeben sind. Man kann Liposomen als Modell für Untersuchungen der Membranpermeabilität oder als Transportvehikel für Medikamente verwenden.

## Abbau
Phospholipide werden im Körper enzymatisch durch Phospholipasen gespalten. Unter der Einfügung von Wasser werden Bindungen gespalten. Phospholipasen gehören zu der Enzymgruppe der Hydrolasen. Sie werden unter anderem nach dem Ort ihres Angriffs auf ein Phospholipid unterteilt.

## Forschung
Es besteht eine hohe Wahrscheinlichkeit, dass Phospholipide in Zukunft als Biomarker für Krebserkrankungen benutzt werden können. Dies ist Gegenstand aktueller Forschung (2016). Darüber hinaus fördert das Phospholipid-Forschungszentrum die Erforschung der Phospholipide für den Einsatz in pharmazeutischen Anwendungen.